# Mokhtar Belmokhtar

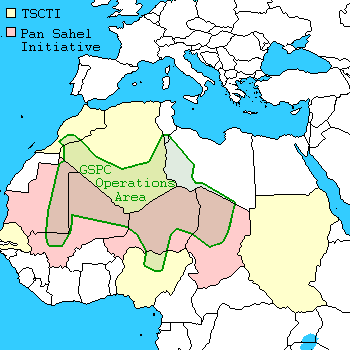
Operationsgebiet der al-Qaida im Maghreb

Mokhtar Belmokhtar (* 1. Juni 1972 oder 1978 in Ghardaia, Algerien als Mukhtar bin Mohammed Balmukhtar), bekannt auch als Khalid Abu Al-Abbas sowie unter den Bezeichnungen Al-Awar (deutsch: „Der Einäugige“) und Mr Marlboro, ist ein algerischer Kriegsveteran aus dem sowjetischen Afghanistankrieg und islamistischer Terrorist. Mitte Juni 2015 meldete die libysche Übergangsregierung in einer offiziellen Erklärung den Tod Belmokhtars, der jedoch seitens der Terrororganisation al-Qaida bestritten wird.

## Leben
Belmokhtar wurde 1972 in  Ghardaia im Osten Algeriens geboren und war laut islamistischen Websites schon als Schuljunge vom Jihad begeistert. Im Alter von 19 Jahren kämpfte Belmokhtar als radikalislamischer Kämpfer in Afghanistan. Der Tod des palästinensischen Vordenkers Abdullah Yusuf Azzam motivierte ihn, für Al-Qaida im ersten Afghanistankrieg in den 1980er Jahren gegen die Sowjetische Armee zu kämpfen. 1993 kehrte er nach Algerien zurück und kämpfte an der Seite aufständischer Islamisten gegen die algerischen Streitkräfte. Bei den Kämpfen verlor er ein Auge und trägt seit dem zeitweise eine Augenklappe. Er stieg schnell in der Hierarchie der Islamisten auf und schloss sich immer wieder neuen Gruppen an, die in den Grenzgebieten zwischen Südalgerien, Mali, Tschad, Niger und Mauretanien operieren.
Belmokhtar galt als einer der führenden Köpfe der Organisation al-Qaida im Maghreb (französisch: Organisation al-Qaïda au Maghreb Islamique (AQMI)) und wurde im Januar 2012 in Abwesenheit von einem algerischen Gericht wegen Terrorismus zum Tode verurteilt. Belmokhtar führt inzwischen seine eigene islamistische Organisation, die Muwaqiun bi-l dam (frei übersetzt: „Die mit dem Blut Unterzeichnenden“), eine Untergruppe der Katibat al-Mouthalimin-Brigaden (frei übersetzt: „Brigade der Schleiertragenden“). Sie ist eine von mehreren Gruppen, die Belmokhtar anführt. Seine Terrorgruppe bekannte sich zur Geiselnahme von In Aménas am 16. Januar 2013.
Seine terroristischen Aktivitäten finanzierte Belmokhtar mit Entführungen, Waffendiebstählen und Waffenhandel. Den Namen Mr Marlboro erhielt er im Zuge seiner Aktivitäten im Zigarettenschmuggel. Al-Jazeera nannte ihn Emir Mokhtar Ben Mokhtar (MBM). Auf einem Foto ist er mit der Sandschak Scherif, Schesch der Tuareg, grüner Feldjacke und einer Kalaschnikow AK-74 abgebildet. Der Diplomatic Security Service (DSS) setzte mit der Operation „Belohnungen für Hinweise im Dienste der Gerechtigkeit (Rewards for Justice, RFJ)“ für Hinweise, die zur Lokalisierung von Belmokhtar führen, ein Kopfgeld von bis zu 5 Millionen Dollar aus. Nach Angaben von Spiegel Online soll der Betrag bei 23 Millionen Dollar liegen.